# Мияле Клянев
Мияле Александров Клянев е гръцки комунистически деец в Леринско.

## Биография
Роден е през 1907 година в леринското село Пътеле, тогава в Османската империя, днес Агиос Пантелеймонас, Гърция, в семейството на дееца на ВМОРО Александър Клянев. Остава без образование и работи като чистач, рибар и зидар. В 1928 година влиза в Комунистическата партия на Гърция и в 1932 година става секретар на Суровичкия районен комитет на партията. Клянчев създава много партийни организации в българските и в гръцките села на Суровичко. През юли 1932 година е заловен след среща на местните комунистически лидери след предателство и лежи пет месеца в леринския затвор. През март 1933 година участва активно в предизборната кампания преди парламентарните избори. През юли 1934 година е делегат от Лерин на Гръцкия антифашистки конгрес в Атина. През март 1935 година по време на опита за венизелистки преврат Клянев е арестуван заедно с още четирима комунисти и затворени в Суровичево, а по-късно във във военния затвор в Лариса. След шесмесечен престой в Лариса Клянев е преместен за шест месеза в Драмския затвор и за четири години в Егинския концентрационен лагер. От Егина е изпратен на заточение на остров Гавдос. След падането на Гърция в 1941 година Клянев успява да избяга. Влиза в ЕЛАС и се сражава под псевдонима Мавридис срещу германските окупатори на Крит. През февруари 1945 година се завръща в Пътеле и отново започва да се занимава с комунистическа дейност в Леринско. В 1946 година е отново арестуван и затворен в Солун, а след това заточен на Макронисос, където в 1949 година е екзекутиран.